# Чемпіонат світу з легкої атлетики 2022
Чемпіонат світу з легкої атлетики 2022 відбувся 15-24 липня в Юджині.
Спочатку першість планували провести 6-15 серпня 2021. Проте через пандемію коронавірусної хвороби, внаслідок якої Олімпійські ігри перенесли з 2020 на 2021, а світову першість перенесли на липень 2022.
ІААФ оголосила про обрання Юджина містом-господарем чемпіонату 16 квітня 2015. Вдруге в історії обрання міста-господаря чемпіонату світу відбулось без стандартної тендерної процедури, коли, на запрошення ІААФ, міста-кандидати подавали свої заявки. Вперше це було, коли Осаці надали право проводити чемпіонат-2007 без тендеру.
Розклад дисциплін чемпіонату оприлюднили у квітні 2021. Вперше в історії чемпіонатів чоловіки та жінки змагалися на дистанції спортивної ходьби на 35 кілометрів, що прийде на заміну 50-кілометровій дистанції.
Для участі в чемпіонаті спортсмени повинні були виконати кваліфікаційні нормативи допуску на змагання.

## Призери

### Чоловіки
| Дисципліни                | Золото                                                                                                   | Золото         | Срібло | Срібло      | Бронза                                                                                           | Бронза      |
| ------------------------- | --- | -------------- | --- | ----------- | ------------------------------------------------------------------------------------------------ | ----------- |
| 100 метрів                | Фред Керлі США                                                                                           | 9,86           | Марвін Брейсі США                                                                                         | 9,88        | Трейвон Бромелл США                                                                              | 9,88        |
| 200 метрів                | Ноа Лайлс США                                                                                            | 19,31 WL NR    | Кеннет Беднарек США                                                                                       | 19,77 SB    | Еррійон Найтон США                                                                               | 19,80       |
| 400 метрів                | Майкл Норман США                                                                                         | 44,29          | Кірані Джеймс Гренада                                                                                     | 44,48       | Меттью Гадсон-Сміт Велика Британія                                                               | 44,66       |
| 800 метрів                | Еммануель Корір Кенія                                                                                    | 1.43,71 SB     | Джамель Седжаті Алжир                                                                                     | 1.44,14     | Марко Ароп Канада                                                                                | 1.44,32     |
| 1500 метрів               | Джейк Вайтман Велика Британія                                                                            | 3.29,23 WL PB  | Якоб Інгебрігтсен Норвегія                                                                                | 3.29,47 SB  | Мохамед Катір Іспанія                                                                            | 3.29,90 SB  |
| 5000 метрів               | Якоб Інгебрігтсен Норвегія                                                                               | 13.09,24       | Джейкоб Кроп Кенія                                                                                        | 13.09,98    | Оскар Челімо Уганда                                                                              | 13.09,98 SB |
| 10000 метрів              | Джошуа Чептегеї Уганда                                                                                   | 27.27,43 SB    | Стенлі Мбуру Кенія                                                                                        | 27.27,90 SB | Джейкоб Кіплімо Уганда                                                                           | 27.27,97 SB |
| 110 метрів з бар'єрами    | Грант Голловей США                                                                                       | 13,03          | Трей Каннінгем США                                                                                        | 13,08       | Асьєр Мартінес Іспанія                                                                           | 13,17 PB    |
| 400 метрів з бар'єрами    | Алісон дус Сантус Бразилія                                                                               | 46,29 CR AR WL | Рай Бенджамін США                                                                                         | 46,89 SB    | Тревор Бассітт США                                                                               | 47,39 PB    |
| 3000 метрів з перешкодами | Суф'ян ель Баккалі Марокко                                                                               | 8.25,13        | Ламеча Гірма Ефіопія                                                                                      | 8.26,01     | Консеслус Кіпруто Кенія                                                                          | 8.27,92     |
| 4×100 метрів              | КанадаАарон Браун Джером Блейк Брендон Родні Андре де Грассе                                             | 37,48 WL NR    | СШАКрістіан Коулмен Ноа Лайлс Елайджа Голл Марвін Брейсі                                                  | 37,55 SB    | Велика БританіяДжона Ефолоко Жарнел Г'юз Нетаніел Мітчелл-Блейк Ріс Прескод Адам Джемілі (забіг) | 37,83 SB    |
| 4×400 метрів              | СШАЕлайджа Годвін Майкл Норман Брайс Дедмон Чемпіон Аллісон Вернон Норвуд (забіг) Тревор Бассітт (забіг) | 2.56,17 WL     | ЯмайкаАкім Блумфілд Нетон Аллен Джи-Вон Пауелл Крістофер Тейлор Карайм Бартлі (забіг) Ентоні Кокс (забіг) | 2.58,58     | БельгіяДілан Борле Жульєн Ватрен Александер Дом Кевін Борле Йонатан Сакор (забіг)                | 2.58,72     |
| Марафон                   | Тамірат Тола Ефіопія                                                                                     | 2:05.36 CR     | Мосінет Геремеу Ефіопія                                                                                   | 2:06.44     | Башир Абді Бельгія                                                                               | 2:06.48     |
| Ходьба 20 кілометрів      | Яманісі Тосікадзу Японія                                                                                 | 1:19:07 SB     | Кокі Ікеда Японія                                                                                         | 1:19:14     | Персеус Карлстрем Швеція                                                                         | 1:19:18 SB  |
| Ходьба 35 кілометрів      | Массімо Стано Італія                                                                                     | 2:23:14 CR NR  | Кавано Масатора Японія                                                                                    | 2:23:15 AR  | Персеус Карлстрем Швеція                                                                         | 2:23:44 PB  |
| Стрибки у висоту          | Мутаз Есса Баршим Катар                                                                                  | 2,37 WL        | У Сан Хьок Південна Корея                                                                                 | 2,35 NR     | Андрій Проценко Україна                                                                          | 2,33 SB     |
| Стрибки з жердиною        | Арман Дюплантіс Швеція                                                                                   | 6,21 WR        | Крістофер Нільсен США                                                                                     | 5,94        | Ернест Джон Об'єна Філіппіни                                                                     | 5,94 AR     |
| Стрибки у довжину         | Ван Цзянань КНР                                                                                          | 8,36 SB        | Мільтіадіс Тентоглу Греція                                                                                | 8,32        | Зімон Егаммер Швейцарія                                                                          | 8,16        |
| Потрійний стрибок         | Педро Пічардо Португалія                                                                                 | 17,95 WL       | Уг Фабріс Занго Буркіна-Фасо                                                                              | 17,55 SB    | Чжу Ямін КНР                                                                                     | 17,31 SB    |
| Штовхання ядра            | Раян Кроузер США                                                                                         | 22,94 CR       | Джо Ковач США                                                                                             | 22,89 SB    | Джош Авотунде США                                                                                | 22,29 PB    |
| Метання диска             | Крістьян Чех Словенія                                                                                    | 71,13 CR       | Міколас Алекна Литва                                                                                      | 69,27       | Андрюс Гудзюс Литва                                                                              | 67,55       |
| Метання молота            | Павел Файдек Польща                                                                                      | 81,98 WL       | Войцех Новицький Польща                                                                                   | 81,03       | Ейвін Генріксен Норвегія                                                                         | 80,87 SB    |
| Метання списа             | Андерсон Пітерс Гренада                                                                                  | 90,54          | Нірадж Чопра Індія                                                                                        | 88,13       | Якуб Вадлейх Чехія                                                                               | 88,09       |
| Десятиборство             | Кевін Маєр Франція                                                                                       | 8816 SB        | Пірс Лепаж Канада                                                                                         | 8701 PB     | Зак Зімек США                                                                                    | 8676 PB     |

### Жінки
| Дисципліни                | Золото | Золото         | Срібло | Срібло      | Бронза                                                                                    | Бронза      |
| ------------------------- | --- | -------------- | --- | ----------- | ----------------------------------------------------------------------------------------- | ----------- |
| 100 метрів                | Шеллі-Енн Фрейзер-Прайс Ямайка | 10,67 CR WL    | Шеріка Джексон Ямайка | 10,73 PB    | Елейн Томпсон-Гера Ямайка                                                                 | 10,81       |
| 200 метрів                | Шеріка Джексон Ямайка | 21,45 CR NR WL | Шеллі-Енн Фрейзер-Прайс Ямайка | 21,81 SB    | Діна Ашер-Сміт Велика Британія                                                            | 22,02       |
| 400 метрів                | Шона Міллер-Уйбо Багамські Острови                                                                                                   | 49,11 WL       | Марілейді Пауліно Домініканська Республіка | 49,60       | Сада Вільямс Барбадос                                                                     | 49,75 NR    |
| 800 метрів                | Атінг Му США | 1.56,30 WL     | Кілі Годжкінсон Велика Британія | 1.56,38 SB  | Мері Мораа Кенія                                                                          | 1.56,71 PB  |
| 1500 метрів               | Фейт Кіп'єгон Кенія | 3.52,96        | Гудаф Цегай Ефіопія | 3.54,52     | Лора М'юр Велика Британія                                                                 | 3.55,28 SB  |
| 5000 метрів               | Гудаф Цегай Ефіопія | 14.46,29       | Беатріс Чебет Кенія | 14.46,75 SB | Давіт Сеяум Ефіопія                                                                       | 14.47,36    |
| 10000 метрів              | Летесенбет Гідей Ефіопія | 30.09,94 WL    | Геллен Обірі Кенія | 30.10,02 PB | Маргарет Кіпкембої Кенія                                                                  | 30.10,07 PB |
| 100 метрів з бар'єрами    | Тобі Амусан Нігерія | 12,06          | Брітані Андерсон Ямайка | 12,23       | Ясмін Камачо-Квінн Пуерто-Рико                                                            | 12,23       |
| 400 метрів з бар'єрами    | Сідні Мак-Лафлін США | 50,68 WR       | Фемке Бол Нідерланди | 52,27 SB    | Далайла Мухаммад США                                                                      | 53,13 SB    |
| 3000 метрів з перешкодами | Нора Джеруто Казахстан | 8.53,02 CR WL  | Веркуха Гетачев Ефіопія | 8.54,61 NR  | Мекідес Абебе Ефіопія                                                                     | 8.56,08 PB  |
| 4×100 метрів              | СШАМелісса Джефферсон Еббі Штайнер Дженна Прандіні Тваніша Террі Алея Гоббс (забіг)                                                  | 41,14 WL       | ЯмайкаКемба Нельсон Елейн Томпсон-Гера Шеллі-Енн Фрейзер-Прайс Шеріка Джексон Бріана Вільямс (забіг) Наталія Вайт (забіг) Ремона Берчелл (забіг) | 41,18 SB    | НімеччинаТатьяна Пінту Александра Бурґгардт Джина Люкенкемпер Ребекка Гаазе               | 42,03 SB    |
| 4×400 метрів              | СШАТаліта Діггс Еббі Штайнер Бріттон Вілсон Сідні Мак-Лафлін Еллісон Фелікс (забіг) Кайлін Вітні (забіг) Джейд Стептер Бейнс (забіг) | 3.17,79 WL     | ЯмайкаКендіс Мак-Леод Дженів Расселл Стефані-Енн Макферсон Шарукі Янг Стейсі Енн Вільямс (забіг) Джунелл Бромфілд (забіг) Тіффані Джеймс (забіг) | 3.20,74 SB  | Велика БританіяВікторія Огуруоґу Ніколь Єргін Джессі Найт Лавіаї Нільсен Ама Піпі (забіг) | 3.22,64 SB  |
| Марафон                   | Готітом Гебресласе Ефіопія | 2:18.11 CR     | Джудіт Джептум Корір Кенія | 2:18.20 PB  | Лона Салпетер Ізраїль                                                                     | 2:20.18     |
| Ходьба 20 кілометрів      | Кімберлі Гарсія Леон Перу | 1:26.58 CR     | Катажина Здзебло Польща | 1:27.31 PB  | Цєян Шеньцзє КНР                                                                          | 1:27.56 AR  |
| Ходьба 35 кілометрів      | Кімберлі Гарсія Леон Перу | 2:39.16 CR AR  | Катажина Здзебло Польща | 2:40.03 PB  | Цєян Шеньцзє КНР                                                                          | 2:40.37 AR  |
| Стрибки у висоту          | Елеанор Паттерсон Австралія | 2,02 AR        | Ярослава Магучіх Україна | 2,02        | Елена Валлортігара Італія                                                                 | 2,00 SB     |
| Стрибки з жердиною        | Кеті Наджеотт США | 4,85 WL        | Сенді Морріс США | 4,85 WL     | Ніна Кеннеді Австралія                                                                    | 4,80 SB     |
| Стрибки у довжину         | Малайка Мігамбо Німеччина | 7,12 SB        | Есе Бруме Нігерія | 7,02 SB     | Летісія Ору Мелу Бразилія                                                                 | 6,89 PB     |
| Потрійний стрибок         | Юлімар Рохас Венесуела | 15,47 WL       | Шаніка Рікеттс Ямайка | 14,89 SB    | Торі Франклін США                                                                         | 14,72 SB    |
| Штовхання ядра            | Чейз Ілі США | 20,49          | Ґун Ліцзяо КНР | 20,39 SB    | Джессіка Схілдер Нідерланди                                                               | 19,77 NR    |
| Метання диска             | Фен Бінь КНР | 69,12 PB       | Сандра Перкович Хорватія | 68,45 SB    | Валарі Олман США                                                                          | 68,30       |
| Метання молота            | Брук Андерсен США | 78,96          | Кемрін Роджерс Канада | 75,52       | Джейні Кассанавойд США                                                                    | 74,86       |
| Метання списа             | Келсі-Лі Барбер Австралія | 66,91 WL       | Кара Вінгер США | 64,05       | Кітаґуті Харука Японія                                                                    | 63,27       |
| Семиборство               | Нафіссату Тіам Бельгія | 6947 WL        | Анук Веттер Нідерланди | 6867 NR     | Анна Голл США                                                                             | 6755 PB     |

### Змішана дисципліна
| Дисципліна   | Золото                                                                                          | Золото        | Срібло                                                                                    | Срібло     | Бронза                                                                                  | Бронза     |
| ------------ | ----------------------------------------------------------------------------------------------- | ------------- | ----------------------------------------------------------------------------------------- | ---------- | --------------------------------------------------------------------------------------- | ---------- |
| 4×400 метрів | Домініканська РеспублікаЛідіо Андрес Феліс Марілейді Пауліно Алехандер Огандо Фіордаліса Кофіль | 3.09,82 WL NR | НідерландиЛімарвін Боневасія Ліке Клавер Тоні ван Діпен Фемке Бол Евеліне Салберг (забіг) | 3.09,90 NR | СШАЕлайджа Годвін Еллісон Фелікс Вернон Норвуд Кеннеді Саймон Вейдлайн Джонатас (забіг) | 3.10,16 SB |

## Медальний залік
| Місце                | Країна                   | Золото | Срібло | Бронза | Загалом |
| -------------------- | ------------------------ | ------ | ------ | ------ | ------- |
| 1                    | США                      | 13     | 9      | 11     | 33      |
| 2                    | Ефіопія                  | 4      | 4      | 2      | 10      |
| 3                    | Ямайка                   | 2      | 7      | 1      | 10      |
| 4                    | Кенія                    | 2      | 5      | 3      | 10      |
| 5                    | КНР                      | 2      | 1      | 3      | 6       |
| 6                    | Австралія                | 2      | 0      | 1      | 3       |
| 7                    | Перу                     | 2      | 0      | 0      | 2       |
| 8                    | Польща                   | 1      | 3      | 0      | 4       |
| 9                    | Канада                   | 1      | 2      | 1      | 4       |
| 9                    | Японія                   | 1      | 2      | 1      | 4       |
| 11                   | Велика Британія          | 1      | 1      | 5      | 7       |
| 12                   | Норвегія                 | 1      | 1      | 1      | 3       |
| 13                   | Гренада                  | 1      | 1      | 0      | 2       |
| 13                   | Домініканська Республіка | 1      | 1      | 0      | 2       |
| 13                   | Нігерія                  | 1      | 1      | 0      | 2       |
| 16                   | Бельгія                  | 1      | 0      | 2      | 3       |
| 16                   | Уганда                   | 1      | 0      | 2      | 3       |
| 16                   | Швеція                   | 1      | 0      | 2      | 3       |
| 19                   | Італія                   | 1      | 0      | 1      | 2       |
| 19                   | Бразилія                 | 1      | 0      | 1      | 2       |
| 19                   | Німеччина                | 1      | 0      | 1      | 2       |
| 22                   | Багамські Острови        | 1      | 0      | 0      | 1       |
| 22                   | Венесуела                | 1      | 0      | 0      | 1       |
| 22                   | Казахстан                | 1      | 0      | 0      | 1       |
| 22                   | Катар                    | 1      | 0      | 0      | 1       |
| 22                   | Марокко                  | 1      | 0      | 0      | 1       |
| 22                   | Португалія               | 1      | 0      | 0      | 1       |
| 22                   | Словенія                 | 1      | 0      | 0      | 1       |
| 22                   | Франція                  | 1      | 0      | 0      | 1       |
| 30                   | Нідерланди               | 0      | 3      | 1      | 4       |
| 31                   | Литва                    | 0      | 1      | 1      | 2       |
| 31                   | Україна                  | 0      | 1      | 1      | 2       |
| 33                   | Індія                    | 0      | 1      | 0      | 1       |
| 33                   | Алжир                    | 0      | 1      | 0      | 1       |
| 33                   | Буркіна-Фасо             | 0      | 1      | 0      | 1       |
| 33                   | Греція                   | 0      | 1      | 0      | 1       |
| 33                   | Південна Корея           | 0      | 1      | 0      | 1       |
| 33                   | Хорватія                 | 0      | 1      | 0      | 1       |
| 39                   | Іспанія                  | 0      | 0      | 2      | 2       |
| 40                   | Ізраїль                  | 0      | 0      | 1      | 1       |
| 40                   | Барбадос                 | 0      | 0      | 1      | 1       |
| 40                   | Пуерто-Рико              | 0      | 0      | 1      | 1       |
| 40                   | Філіппіни                | 0      | 0      | 1      | 1       |
| 40                   | Чехія                    | 0      | 0      | 1      | 1       |
| 40                   | Швейцарія                | 0      | 0      | 1      | 1       |
| Загалом (45 збірних) | Загалом (45 збірних)     | 49     | 49     | 49     | 147     |

## Відеозвіти
- День 1 на YouTube
- День 2 на YouTube
- День 3 на YouTube
- День 4 на YouTube
- День 5 на YouTube
- День 6 на YouTube
- День 7 на YouTube
- День 8 на YouTube
- День 9 на YouTube
- День 10 на YouTube